# Civilització chimú
La civilització chimú va ser una important civilització andina precolombina durant diversos segles, que va sorgir cap a l'any 1000 i que el 1450 havia ampliat el seu domini pel que és avui la costa nord del Perú. Chan Chan va ser la capital del regne chimú i va ser residència de grans senyors descendents del mític Taykanamo i lloc on es va centralitzar i distribuir els fruits de la terra i els productes manufacturats.
Els chimú eren els habitants del regne de Chimor. La seva capital era Chan Chan, una gran ciutat construïda amb tova situada a la vall de Moche, a prop de la ciutat actual de Trujillo (Perú). L'emperador inca Tupac Inca Yupanqui va conquerir el territori dels chimú cap a l'any 1470, 50 anys abans de l'arribada dels conquistadors a la regió. Els cronistes espanyols van poder descriure la cultura chimú a partir de testimoniatges de persones que havien viscut abans de la conquesta inca. Les recerques arqueològiques deixen pensar que la cultura chimú és procedent de les restes de la cultura mochica; els més antics atuells chimú presenten semblances amb la ceràmica Moche. Les seves ceràmiques eren completament negres i els seus objectes de metall implicaven cisellades fines i complexes.
Els chimú vivien a la costa nord del Perú. «És una estreta banda desèrtica de 20 a 100 milles d'ample entre el Pacífic i els contraforts oest dels Andes, travessada aquí i allà per curts rius que baixen de les muntanyes i creen oasis verds i fèrtils.» Les planures són molt planes i propícies a la irrigació, que és probablement practicada aquí des del començament de l'agricultura. La pesca era igualment molt practicada i considerada gairebé tan important com l'agricultura.
Els chimú eren coneguts per adorar la lluna, contràriament als Inques que adoraven el sol. Els chimú consideraven el sol com destructor, probablement a causa del despietat raig de sol que regnava al desert on vivien. Les ofrenes constituïen un element important dels seus ritus religiosos. Les petxines de Spondylus eren utilitzades freqüentment com ofrenes. També eren utilitzats com a material pels artesans. Spondylus viu a les aigües calentes costaneres a l'altura de l'Equador. És associat al mar, la pluja i la fertilitat. Els Spondylus eren molt apreciats pels chimú que en comerciaven.
Els chimú tenen anomenada per la seva ceràmica monocroma característica, així com per al seu treball refinat dels metalls : coure, or, argent, bronze i tumbaga (un aliatge de coure i d'or). Els atuells tenen sovint la forma d'una criatura. Altres representen un personatge assegut o dempeus sobre una ampolla paral·lelepipeda. La superfície negra i brillant de la majoria dels atuells chimú no prové de vernís. És obtinguda coent l'atuell a alta temperatura en un forn artesanal tancat, que impedeix que l'oxigen reaccioni amb l'argila.
Segons la novel·la Queer de William S. Burroughs, s'haurien trobat diversos exemples d'atuells chimú representant de les relacions homosexuals.

## Quingnam

Mapa de l'abast de la cultura chimú

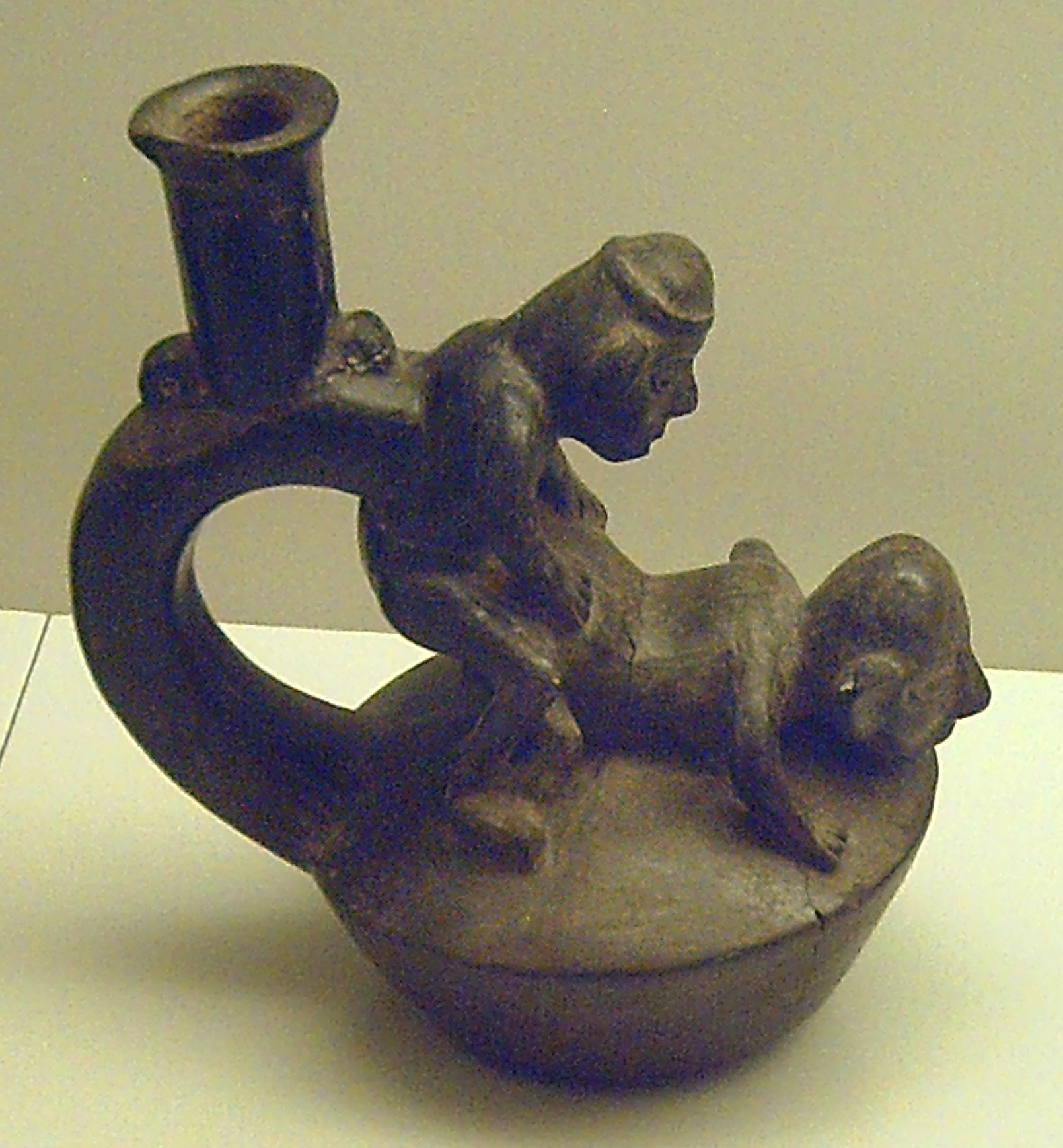
Vas chimú amb ceràmica monocroma amb escena sexual, Museu d'Amèrica, Madrid

El segle xiv, a l'arribada dels espanyols es parlaven fins a cinc llengües. Entre les valls de Piura i Tumbes, la Sec o Tallan, una altra anomenada Olmos, a l'àrea del mateix nom. Entre Motupe i Chicama es parlava mochica i entre les valls de Moche i Chao, quingnam, l'ús de la qual es va estendre fins al nord de Lima. Finalment, la pescadora, parlada pels pescadors.
Al punt culminant de les conquestes de l'imperi chimú, la llengua quingnam era parlada en un vast espai, des del riu Jequetepeque al nord, fins a Carabayllo (prop de Lima) al sud. El quingnam era la llengua de la cultura chimú. La llengua quingnam va desaparèixer poc temps després de l'arribada dels conquistadors, principalment per les raons següents :
- el «cor» de la llengua quingnam (l'espai on era més àmpliament parlada) era la capital de l'imperi chimú, Chan Chan, que era prop de la nova ciutat hispanoparlant Trujillo
- l'àrea de transmissió de la llengua quingnam era més limitada que la de la llengua mochica: no era parlada més que per les elits chimú als territoris de l'imperi chimú. El quingnam era de vegades parlat a Tumbes, Piura i Lambayeque, que eren zones on es parlava habitualment mochica. El quingnam era la llengua principal a la zona costanera des de Jequetepeque fins al riu Huaral, Ancon, fins i tot fins al riu Chillon (Carabayllo)
- la majoria de les persones que parlaven quingnam van morir a causa de les epidèmies portades pels espanyols.
- les persones que parlaven quingnam i havien sobreviscut les epidèmies van ser desplaçades lluny del seu lloc de naixement. Aquests indígenes van ser comprats pels espanyols per ajudar l'explotació, ja que eren més eficaços per al treball agrícola i artesanal
- moltes persones van abandonar la llengua quingnam per a un dialecte hispànic. La llengua mochica era gutural, i la llengua quingnam ho era més encara.

## Expansió
La cultura chimú es va desenvolupar al territori on regnava la cultura cultura mochica durant els segles precedents. Com la cultura moche, la cultura chimú era una cultura costanera. Es va desenvolupar a la vall de Moche al nord de Lima, al nord-est de Huarmey, fins a Trujillo. Els chimú van aparèixer cap a l'any 900. «La ciutat de Chimor es trobava en un vast indret anomenat avui Chan Chan entre Trujillo i el mar. Se suposa que al principi Taycanamo va fundar un regne en aquest indret. El seu fill Guacri-caur va conquerir la part baixa de la vall. El seu fill Nancen-Pinco va posar les verdaderes bases del regne conquerint la part alta de la vall de Chimor i les valls veïnes de Sana, Pacasmayo, Chicama, Viru, Chao i Santa».
Es considera que el regne chimú va ser creat a la primera meitat del segle xiv. Nancen-Pinco va regnar probablement cap a l'any 1370. Després d'ell altres set reis es van succeir. Després va venir Minchancaman, que va regnar entre 1462 i 1470, a l'època de la conquesta inca. L'expansió territorial del regne chimú va ser progressiva. Es va desenvolupar en diverses fases sobre més d'una generació, principalment durant l'últim període de la civilització chimú, anomenada chimú tardana. Nancen-Pinco "va estendre sens dubte les seves fronteres fins a Jequetepeque i Santa, però la conquesta de la regió en el seu conjunt va ser un procés accumulatif que els seus predecessors havien començat".
El regne chimú va acabar englobant un vast espai i nombrosos grups ètnics. En la seva màxima expansió es va estendre fins als límits del desert costaner, de la vall Jequetepeque al nord i de Carayballo al sud. El límit sud de l'expansió és polèmic. L'expansió al sud fou bloquejada per la potència militar de la gran vall de Lima.

## Organització social
La societat chimú estava organitzada segons una jerarquia a quatre nivells. Una elit poderosa era al capdavant dels centres de poder. La jerarquia era organitzada al voltant de les ciutats fortificades anomenades ciudadelas  a Chan Chan. La potència de Chan Chan és clarament demostrada a la vista de la quantitat de treball necessari per a la construcció del canal de Chimú i per les explotacions agrícoles.
Chan Chan era a la cimera jerarquia chimú; Farfan, a la vall Jequetepeque, li era subordinada. El fet que aquesta organització va arrencar des de la conquesta de la vall Jequetepeque dona la impressió que el sistema jeràrquic va ser creat des del començament de l'expansió territorial. L'elit dels centres secundaris del poder, per exemple la vall Jequetepeque, era integrada a nivells inferiors de la jerarquia del govern chimú. Els centres secundaris del poder estaven encarregats d'administrar les terres, l'aigua i la força de treball. Els centres principals del poder estaven encarregats de transferir els recursos cap a Chan Chan o de prendre decisions administratives.
Alguns pobles van servir de centres de supervisió tècnica per a la construcció de canals, i després de centres de gestió pel seu manteniment. Ho testimonia el gran nombre de bols trencats descoberts sobre l'indret de Quebrada del Oso, ja que aquests bols van servir sens dubte per alimentar els nombrosos obrers encarregats de la construcció i del manteniment d'un tros de canal. Els obrers eren probablement allotjats i eren alimentats per l'estat.
Hi havia classes socials sota la direcció d'un estat al regne de Lambayeque a Sican fins a la seva conquesta. Els relats mitològics i guerrers atribuïts a Naylamp a la cultura sican van ser transposats a Tacayanamo a la cultura chimú. El poble va lliurar un tribut als vencedors en forma de mercaderies o de treball. Cap a 1470, el regne chimú va ser vençut pels Inques. El rei Minchancaman va ser deportat a Cusco. Or i plata van ser oferts per adornar el temple del sol (Coricancha).

## Economia
Els controls d'accés a la informació van generar a Chan Chan una verdadera burocràcia. El sistema econòmic i social funcionava gràcies a l'aportació de matèries primeres a Chan Chan, on eren transformats en objectes manufacturats pels artesans. És a Chan Chan on es tractaven totes les qüestions relacionades amb l'organització, la producció, l'emmagatzematge, la distribució i el consum dels béns.
A cada ciudadela, la majoria dels ciutadans eren artesans. Al període chimú tardà, es comptaven aproximadament 12.000 artesans només a Chan Chan. Practicaven l'artesanat, però també la pesca, l'agricultura o el comerç. Els artesans no tenien el dret de canviar d'ofici. Eren repartits a la ciudadella segons la seva especialitat. El creixement sobtat de la producció artesanal chimú suggereix que artesans d'altres regions van ser transferits a Chan Chan a conseqüència de les conquestes chimú. El fet que s'hagin trobat als mateixos habitatges rastres de treball del metall i de teixit suggereix que homes i dones es dedicaven a l'artesania. Els chimú practicaven la metal·lúrgia. Fabricaven ceràmiques. Teixien el cotó i les llanes de llama, d'alpaca, de guanac i de vicunya. Pescaven amb canoes de papir. Practicaven la caça. Utilitzaven peces de moneda en bronze per als intercanvis comercials.

## Tèxtil

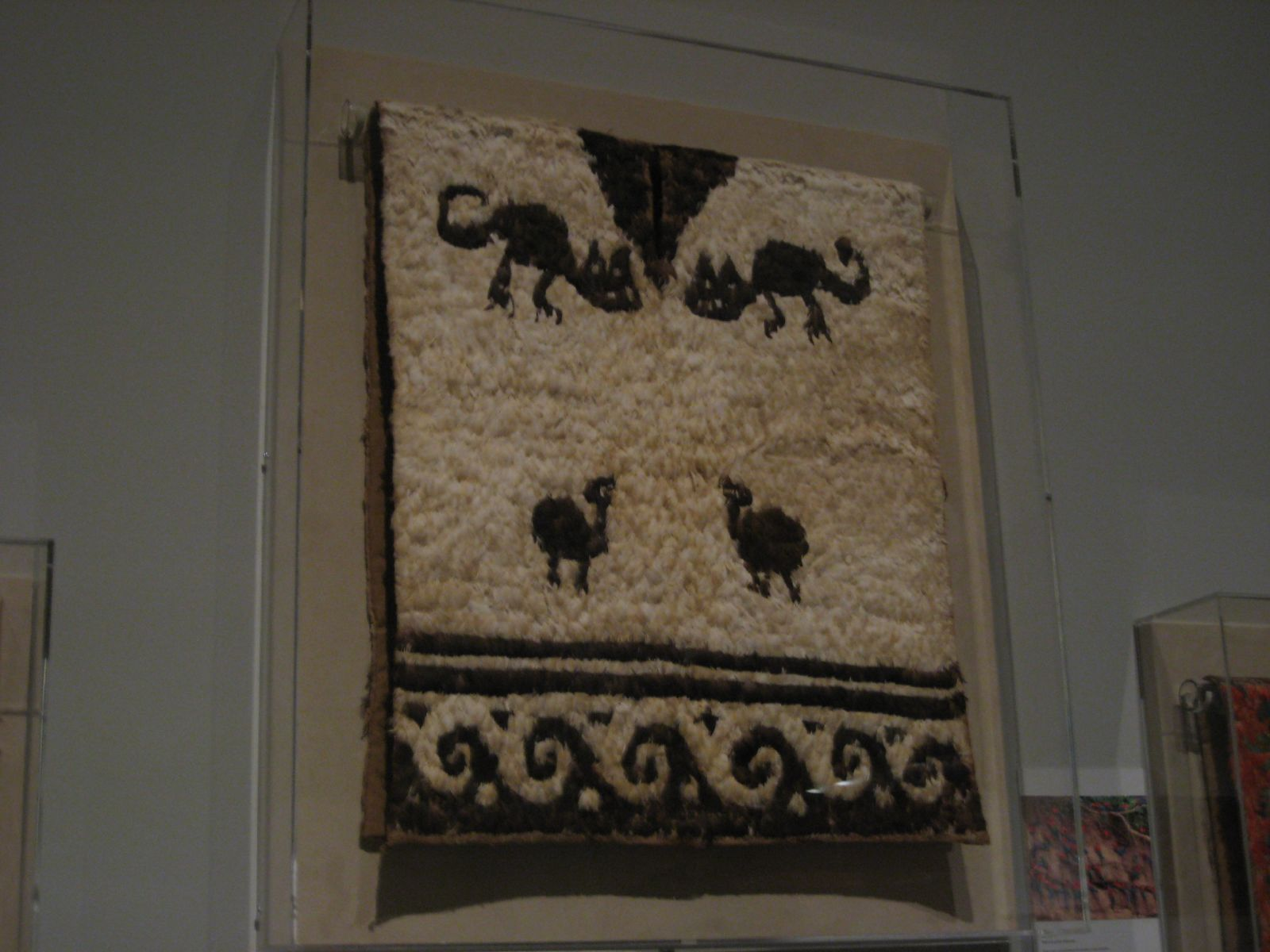
Tabard chimú

El filat és una tècnica primitiva que consisteix a tòrcer juntes fibres tèxtils per crear un llarg fil continu, amb l'ajuda d'un fus. El fus és constituït per un bastó habitualment més prim a les extremitats. Un disc s'insereix a la part baixa per llastrar-lo i assegurar la tensió del fil. Les fibres tèxtils són enrotllades al voltant d'una filosa. Es fa girar el fus, que arrossega les fibres de la filosa cap al fus. De passada, les fibres són ràpidament pinçades entre el polze i l'índex i els és aplicada una torsió per ajuntar-les en un llarg fil. Quan la longitud de fil desitjada s'aconsegueix, els fils són tenyits de diverses maneres per fabricar teixits.
Els chimú fabricaven gases, brocats, teixits brodats, doblegats, pintats, etc. Els adornaven de vegades de plomes i de plaques d'or i d'argent. Els colors provenien de plantes que contenien taní, fals-pebrer i nous; minerals com l'argila ferruginosa o les sals d'alumini (en tant que fixadors); animals com la cotxinilla. La roba es feia amb la llana de quatre animals : el guanac, la llama, l'alpaca i la vicunya, així com del cotó, que creix naturalment en set colors. Els chimú portaven camises sense mànigues de vegades enserrellades, dels ponxos curts, així com túniques.
La majoria dels teixits chimú eren de llana d'alpaca. Tots els fils tenen els mateixos colors i van estat filats en el mateix sentit i el mateix grau de torsió. Provenien probablement del mateix lloc on havien estat filats.

## Ceràmica

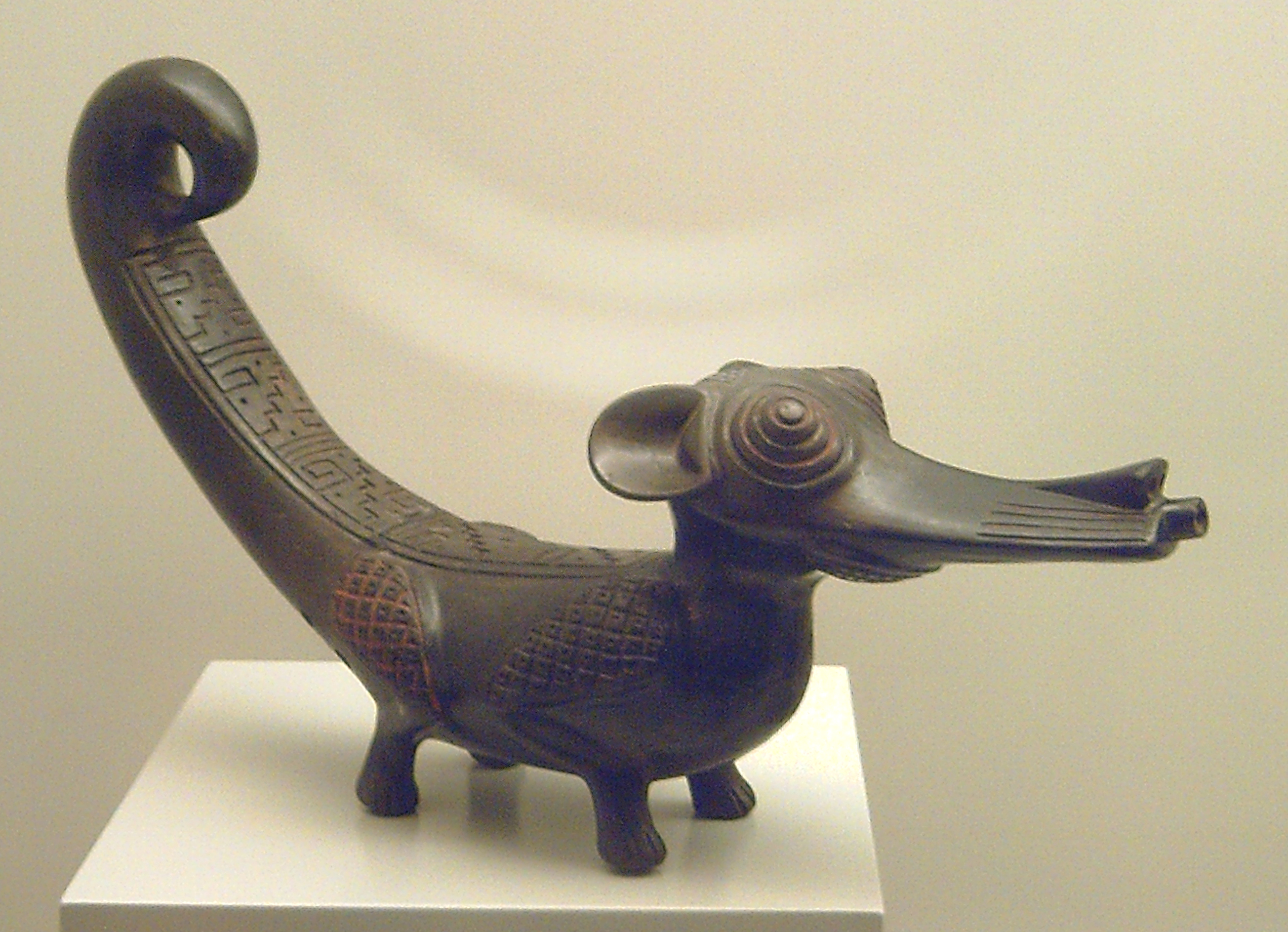
Ceràmica chimú representant un caiman

Les ceràmiques chimú servien de recipients per a l'ús domèstic d'ús diari, però també per a les ofrenes rituals en el moment del funeral. L'atuell d'ús domèstic era fabricat de manera sumària sense acabats elaborats, mentre que les ceràmiques funeràries testimonien una recerca estètica més aconseguida. Els gerros chimú es caracteritzen sovint per una petita escultura a la unió del coll i de la nansa. Les ceràmiques rituals eren emmotllades mentre que els atuells domèstics eren modelats a mà. Les ceràmiques chimú són generalment d'un negre metàl·lic amb matisos. La lluentor característica era obtinguda exposant la ceràmica al fum després l'haver-la polit. També es fabricaven ceràmiques més clares, però en menors quantitats. Nombrosos animals, fruites, personatges i deïtats són pintats sobre les ceràmiques chimú. A Catalunya es conserva un exemplar a la Biblioteca Museu Víctor Balaguer de Vilanova i la Geltrú i el Museu Etnològic i de Cultures del Món en custodia una col·lecció força nombrosa.

## Metal·lúrgia
El treball dels metalls es va desenvolupar ràpidament al final del període chimú. Alguns artesans treballaven en fàbriques dividides en tallers especialitzats cadascun en una tècnica de treball del metall: xapa, daurat, estampat, motllos de cera, perla, filigrana, gofrat amb motllos de fusta, etc.
Aquestes tècniques van permetre la fabricació d'objectes molt variats: tasses, ganivets, recipients, figures d'animals plenes o buides, braçalets, agulles, corones, etc. En la fabricació dels seus aliatges, els chimú utilitzaven una barreja d'àcids presents en estat natural en el seu entorn natural. Els minerals havien de ser extrets de mines a cel obert, mines subterrànies o rius. Els principals metalls utilitzats eren el coure, l'argent, l'or i l'estany.
Un grup de fàbriques a Cerro de los Cemetarios practicava la fusió dels metalls a gran escala. La fabricació parteix d'un mineral extret de mines o de rius, que és escalfat a molt alta temperatura i després refredat. El resultat és un bloc constituït d'elements metàl·lics (petites boles de coure, per exemple) en una massa d'escòries (materials inútils). Els elements metàl·lics eren extrets del bloc a cops de martell, després fosos junts per formar lingots de metall. Els lingots servien llavors per fabricar diversos objectes.
El coure es pot trobar a la naturalesa a la costa, tanmateix els chimú utilitzaven sobretot coure que provenia de zones altes, a aproximadament 3 dies de viatge. Probablement això es deu al fet que els objectes realitzats en coure són de molt petita talla: fil, agulles, puntes de pics, pinces o joies.
El tumi (tallador de sacrificis) és una especialitat de l'artesanat chimú. Fabricaven també magnífics vestits rituals compostos d'elements d'or amb còfies de plomes o d'or, sivelles d'orelles, collarets, braçalets i pectorals.

## Alimentació i agricultura

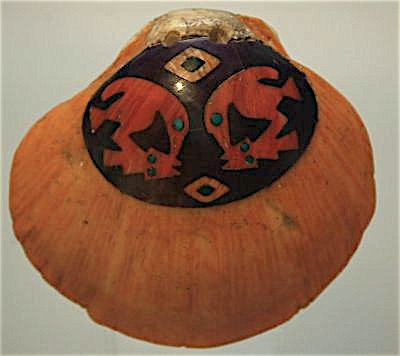
Arrecada chimú en petxina de Spondylus i turquesa

Els chimú van desenvolupar una agricultura intensiva, principalment gràcies a tècniques hidràuliques, que permetien unificar diverses valls creant vastos complexos agrícoles.
Exemples:
- el complex Chicama-Moche unint 2 valls a La Libertad,
- el complex Lambayaque, unint les valls de La Leche, Lambayeque, Reque, Sana i Jequetepeque,
- el complex Fortaleza, que uneix les valls de Pativilca, Paramonga i Supe.

Excel·lents tècniques agrícoles van augmentar la fertilitat de les àrees cultivades:
- Huachaques: terres baixes, on la sorra superficial ha estat retirada per poder cultivar el sòl humit subjacent, exemple : Tschudi
- Puquios: xarxes d'aqüeductes subterranis, com per exemple Kiriwac, Larrea, Alto i Bajo, Costa Rica
- Embassaments: construcció de dics i recuperació d'aigües.

Els chimú construïen pous com els de Nazca per extreure l'aigua subterrània, així com reserves alimentades per l'aigua dels rius. L'aigua així obtinguda alimentava un sistema d'irrigació, gràcies al qual els chimú cultivaven mongetes, patates dolces, papaies i cotó. El sistema d'irrigació augmentava la producció agrícola i, per tant, la riquesa dels chimú, la qual al seu torn contribuïa a la formació d'un sistema burocràtic.
La importància del sistema d'irrigació a gran escala va persistir fins al començament del període chimú tardà. Es va produir llavors una evolució cap a un sistema orientat cap a l'especialització de les àrees de producció, descansant sobre la importació i la redistribució dels béns produïts per comunitats locals.
Aparentment, una xarxa complexa d'indrets subministrava els béns i serveis als chimú. Molts d'ells produïen productes que els chimú no podien produir ells mateixos. Els primers indrets explotaven els recursos marins. Després del desenvolupament de l'agricultura nous indrets es van crear cap a l'interior, on els recursos marins no eren accessibles. La cria dels llames oferia una font de carn. Al començament del període del chimú tardà, els indrets de l'interior utilitzaven les llames com a font principal de carn, però conservaven tanmateix contactes amb els indrets costaners per procurar-se recursos d'origen marí.

## Religió
Divinitats
La lluna (Shi) era la principal divinitat a Pacasmayo. Els seus adoradors la consideraven més poderosa que el sol perquè apareix a la nit i el dia, a causa de la seva influència sobre les marees i el creixement dels vegetals, i perquè les fases lunars servien per marcar el temps que passa. Li sacrificaven alguns dels seus propis fills, creient que serien deïficats després de la seva mort. Els nens eren sacrificats al voltant dels 5 anys, sobre piles de teixits de cotó virolats, amb ofrenes de fruites i de chicha. «animals i ocells eren igualment sacrificats a la lluna».
El sol (Jiang) era associat a pedres sagrades anomenades alaec-pong  o pedres cacics. Es creia que aquestes pedres eren els avantpassats dels habitants de la regió i que provenien de quatre estrelles, de les més grans els nobles i el poble comú de les altres. En la seva creença, l'ànima dels difunts, que anava per la vora del mar, era transportada pels tumi o llops marins fins a la seva última morada a les illes. Va ser també des del mar d'on va arribar Taykanamo, fundador de la dinastia chimú.
«El mar (Ni) era una important divinitat. Se li oferia sobretot farina de blat de moro blanca i ocre vermell, adreçant-li oracions per demanar peix en abundància i una protecció contra els ofegaments». Diverses constel·lacions jugaven també un paper important. A la constel·lació d'Orió, dues estrelles eren considerades com emissaris de la Lluna. La constel·lació de les Plèiades, anomenada Fur, l'aparició de la qual coincideix cada any amb el començament de les collites, era utilitzat per calcular els anys i es creia que vigilava les collites.
Mart (Nor) i la Terra (Ghis) també eren adorats.
Cada regió tenia també les seves pròpies divinitats locals i santuaris, que variaven en importància. Aquests santuaris, anomenats huaca, s'escampen per altres regions del Perú.
Sacrificis humans
Al santuari de la Lluna, les tombes de 6 o 7 adolescents de 13-14 anys i de 9 nens han estat investigades a fons. Si aquestes tombes són proves de sacrificis humans, llavors serà possible afirmar que els chimú sacrificaven infants als seus déus.

## Arquitectura
L'arquitectura chimú es basa en la separació de les elits i del poble. A Chan Chan, 10 amples zones anomenades ciutadelles eren probablement palaus destinats als reis de Chimor. Són envoltades de murs de tova de 9 metres d'alçada que els dona l'aspecte de fortaleses. Els murs són de vegades condecorats amb frisos en relleu o pintats. Les decoracions representen figures zoomorfes, ocells, peixos o figures geomètriques.
La major part de la població chimú, unes 26.000 persones, vivia en barris fora de les ciutadelles. Els barris es componien de nombrosos allotjaments. Cada família disposava d'un allotjament compost d'espais destinats a la cuina, al treball artesanal, als animals domèstics i a l'emmagatzemament.
A les ciutadelles es troben sovint espais en forma d'U, barreges de 3 murs, d'un sòl sobrealçat i d'una cor interior.
Als indrets rurals l'arquitectura suggereix també una organització jeràrquica de la societat. Els indrets rurals posseeixen zones similars a les ciutadelles, complint funcions administratives adaptades al context rural. Els seus murs són generalment menys elevats. Impliquen nombrosos espais anomenats audiencias situats en emplaçaments estratègics i servint per controlar els accessos a certes zones.
La ciutat de Chan Chan no presenta pla de conjunt ni esquema d'urbanisme. El teixit urbà es compon de sis tipus d'arquitectura:
- habitatges i tallers destinats a les classes mitjanes, repartides per la ciutat,
- construccions intermèdies destinades als aristòcrates que no són de sang reial,
- 10 ciutadelles, sens dubte els palaus dels reis chimú,
- 4 huaques (temples),[16]
- espais en U anomenats audiencias[7]